# A Fool There Was
A Fool There Was is een Amerikaanse stomme film uit 1915, die de actrice Theda Bara lanceerde als ster van het witte doek. De film introduceerde het begrip vamp (naar de rol van Theda Bara) in het dagelijks taalgebruik.

## Verhaal
De dwaas uit de titel is de succesvolle advocaat John Schuyler, die door de regering met een missie naar Europa wordt belast. Wanneer "de Vampier", een mannenverslindster, dit verneemt, zet zij alles op alles om Schuyler te verleiden. Ze geeft haar vorige slachtoffer de bons, waarop deze zich van het leven berooft. In Europa maakt ze Schuyler tot haar slaaf. Terug in New York installeert hij haar als nieuwe meesteres in de stadswoning van de familie. Schuylers familie en vriend proberen hem terug te laten keren naar zijn gezin, maar telkens de Vampier opdaagt, verdwijnt zijn wilskracht en geeft hij aan haar toe. Uiteindelijk gaat hij ten onder als een schim van zichzelf.

## Rolverdeling
| Acteur         | Personage           |
| -------------- | ------------------- |
| Theda Bara     | "de Vampier"        |
| Edward José    | John Schuyler       |
| Mabel Frenyear | Schuylers vrouw     |
| May Allison    | Schoonzus van vrouw |
| Runa Hodges    | Schuylers dochter   |
| Clifford Bruce | Schuylers vriend    |
| Victor Benoit  | Reginald Parmalee   |
| Frank Powell   | Dokter              |
| Minna Gale     | Dokters vrouw       |

## Oorsprong
Het thema van de vrouwelijke demon of succubus die de levenskracht uit het mannelijke slachtoffer zuigt, was populair in de negentiende-eeuwse kunst, met name het symbolisme. Een voorstelling van dit thema, afgebeeld door Philip Burne-Jones, met de titel The Vampire, was inspiratiebron voor of illustratie bij het gelijknamige gedicht van zijn neef, de dichter Rudyard Kipling, dat aanvangt met de woorden A Fool There Was.
Het abstracte gedicht kreeg een concrete invulling door het Broadway-toneelstuk A Fool There Was, geschreven door Porter Emerson Browne, dat in première ging in 1909. 
De literaire oorsprong van de film werd benadrukt doordat bij elke vertoning het gedicht van Kipling werd voorgedragen, en het ook voorkwam in de intertitels.

## Kenmerken
De film werd voorafgegaan door een ruime promotiecampagne. Filmmaatschappij Fox Film Corporation verspreidde publiciteitsfoto's van Theda Bara als mannenverslindster en een gefingeerde biografie waarin werd beweerd dat ze afkomstig was uit de Egyptische woestijn.
Kort voor de première werd toegegeven dat het om een hoax ging, wat de media-aandacht alleen maar aanzwengelde. Het succes van de film betekende de doorbraak van Fox als filmmaatschappij.
De belangrijkste acteerprestatie was echter niet die van Theda Bara, maar van de Belgische acteur Edward José als de "dwaas", in de vertolking van een personage dat gradueel ten onder gaat. De film was ook het debuut van de populaire actrice May Allison.
Destijds werd de film zeer controversieel geacht door gewaagde intertitels als Kiss me, my fool (Kus me, dwaas van me).
Dit is een van de weinige Theda Bara-films die bewaard zijn gebleven. 